# Pseudanostirus montivagus
Pseudanostirus montivagus is een keversoort uit de familie kniptorren (Elateridae). De wetenschappelijke naam van de soort is voor het eerst geldig gepubliceerd in 1982 door Gurjeva.